# Branger & Conzett
Branger & Conzett war ein Schweizer Ingenieurbüro, das im Jahr 1992 von Andrea Branger und Jürg Conzett in Chur gegründet wurde.

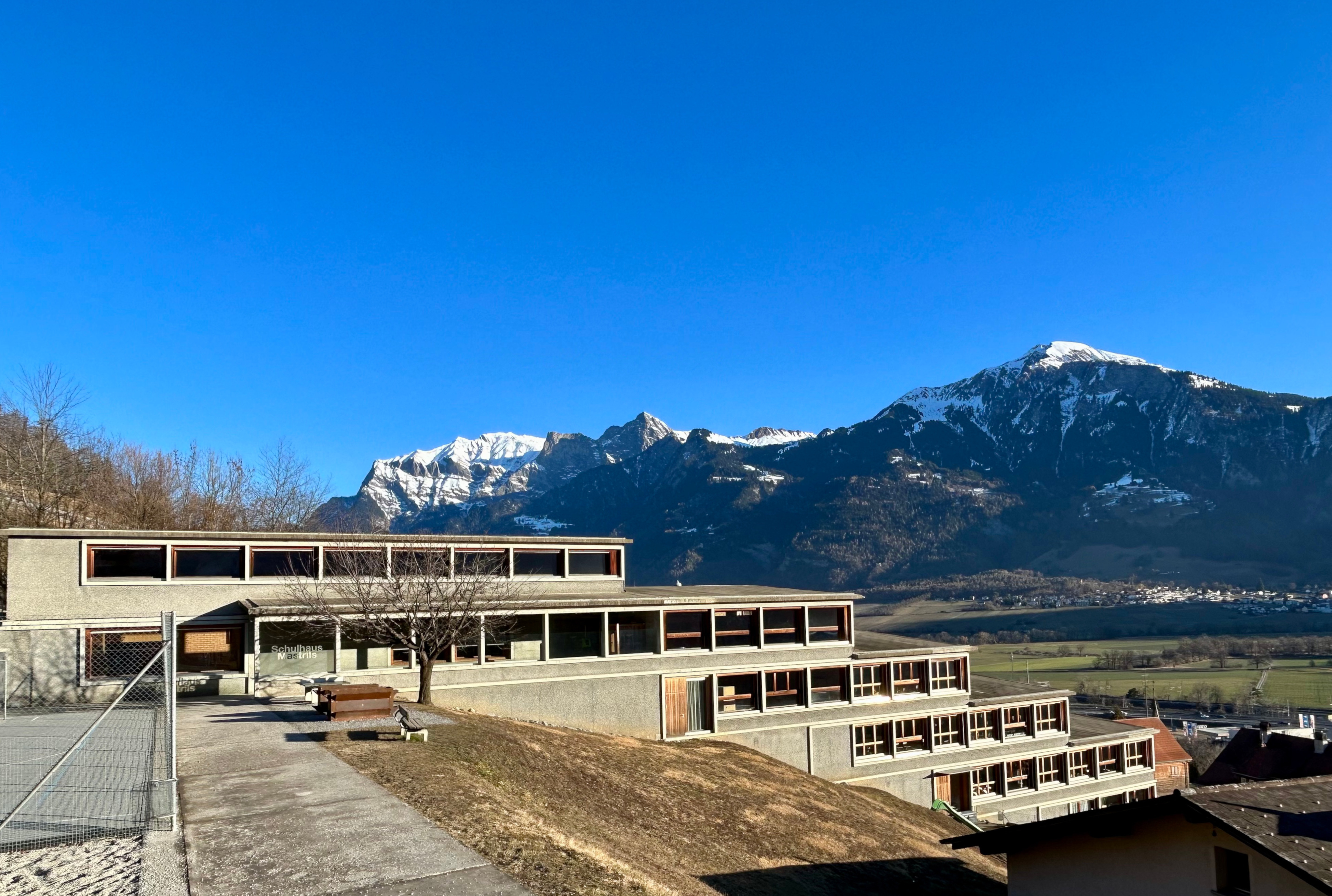
Schul- und Gemeindehaus, Mastrils

## Geschichte
1992 gründeten Andrea Branger und Jürg Conzett das Ingenieurbüro Branger & Conzett und wurde im Jahr 1996 durch Eintritt von Gianfranco Bronzini als Teilinhaber zu Branger, Conzett & Partner geändert. 1998 trat Andrea Branger aus und ab Eintritt des neuen Partner Patrick Gartmann firmierten sie als Conzett Bronzini Gartmann.

## Partner
Andrea Branger
Andrea Branger gründete 1978 mit Melcherts das Ingenieurbüro Melcherts + Branger in Chur. 
Jürg Conzett
Jürg Conzett  (* 28. September 1956 in Aarau) studierte zwischen 1975 und 1977 Bauingenieurwesen an der EPF Lausanne und zwischen 1978 und 1980 an der ETH Zürich. Von 1981 bis 1987 war er im Atelier von Peter Zumthor tätig. 1988 machte Conzett sich als Bauingenieur in Haldenstein selbständig, war ab 1992 Teilhaber im Ingenieurbüro Branger & Conzett und ab 1998 im Ingenieurbüro Conzett Bronzini Gartmann in Chur. Seit 2015 wurde daraus Conzett Bronzini Partner.
zum ausführlichen Lebenslauf: Jürg Conzett
Gianfranco Bronzini
Gianfranco Bronzini (* 12. Januar 1967) schloss 1986 eine vierjährige Lehre als Tiefbauzeichner ab. Von 1986 bis 1989 besuchte er die Bauingenieurschule Technikum Rapperswil und diplomierte bei U. Oelhafen. Von 1989 bis 1993 arbeitete Bronzini im Ingenieurbüro Caprez. Von 1994 bis 1996 war er für das Ingenieurbüro Branger & Conzett aus Chur tätig. 1994 bis 2000 war er Dozent für Massivbau an der IbW Chur. Von 1996 bis 1998 war er Teilhaber des Ingenieurbüros Branger, Conzett & Partner. 1998 war er Mitgründer von Conzett Bronzini Gartmann. Seit 2015 arbeitet er mit Jürg Conzett unter dem Namen Conzett Bronzini Partner zusammen. Von 1999 bis 2004 war Gianfranco Bronzini Dozent an der HTW Chur.
zum ausführlichen Lebenslauf: Gianfranco Bronzini

## Bauten

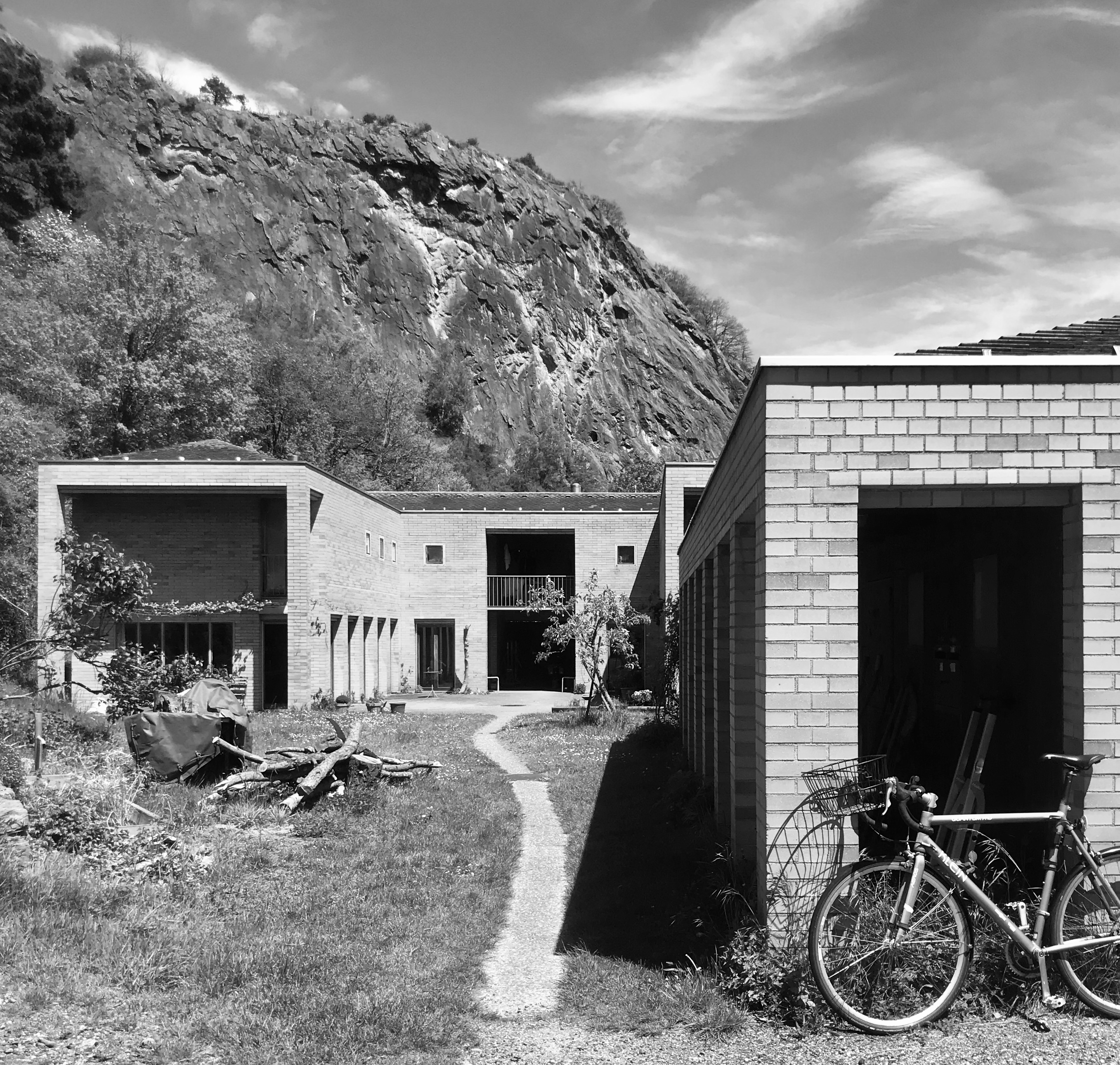
Doppelhaus Räth, Haldenstein

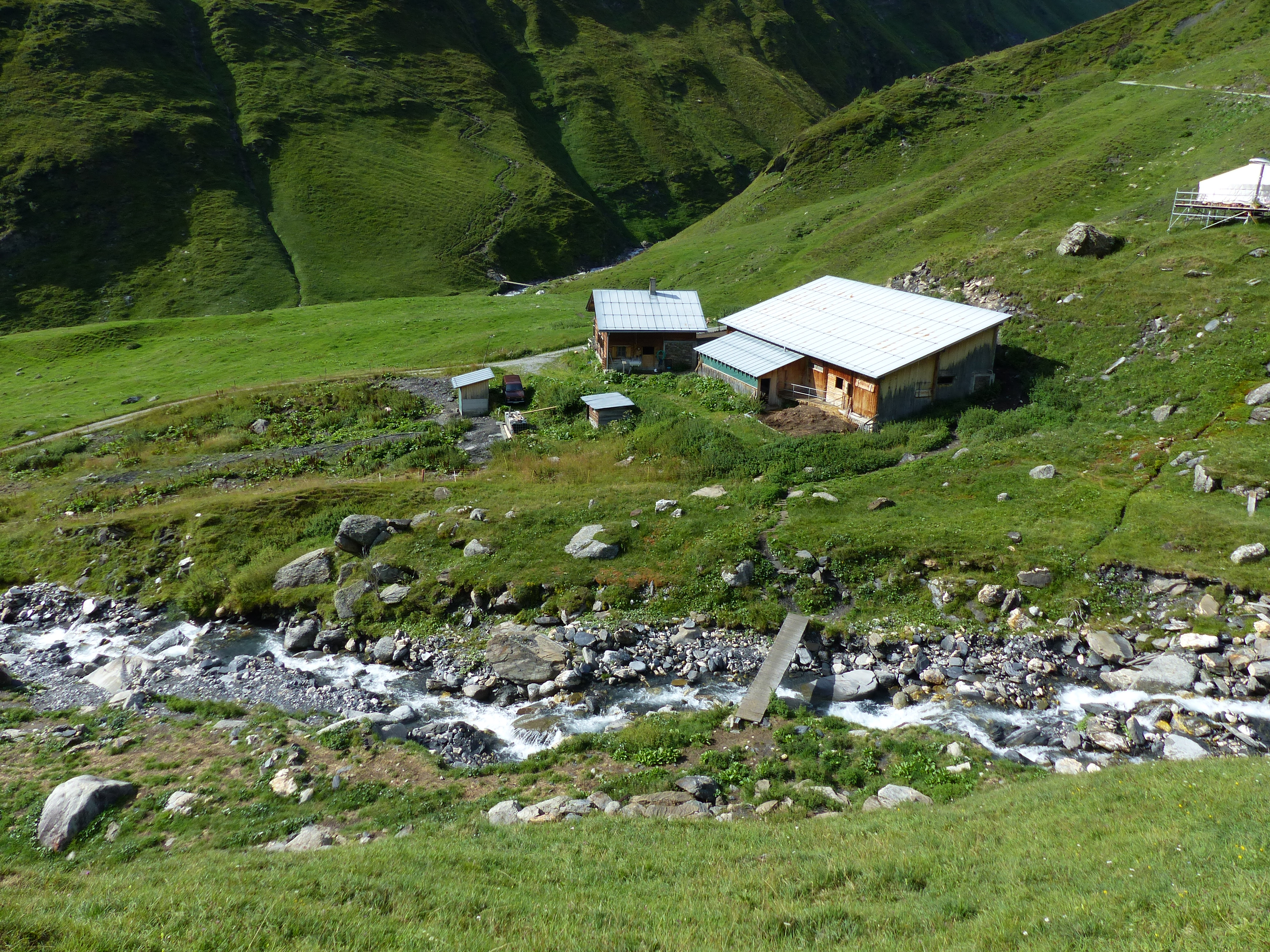
Geissenstall Alp Parvansauls, Vrin

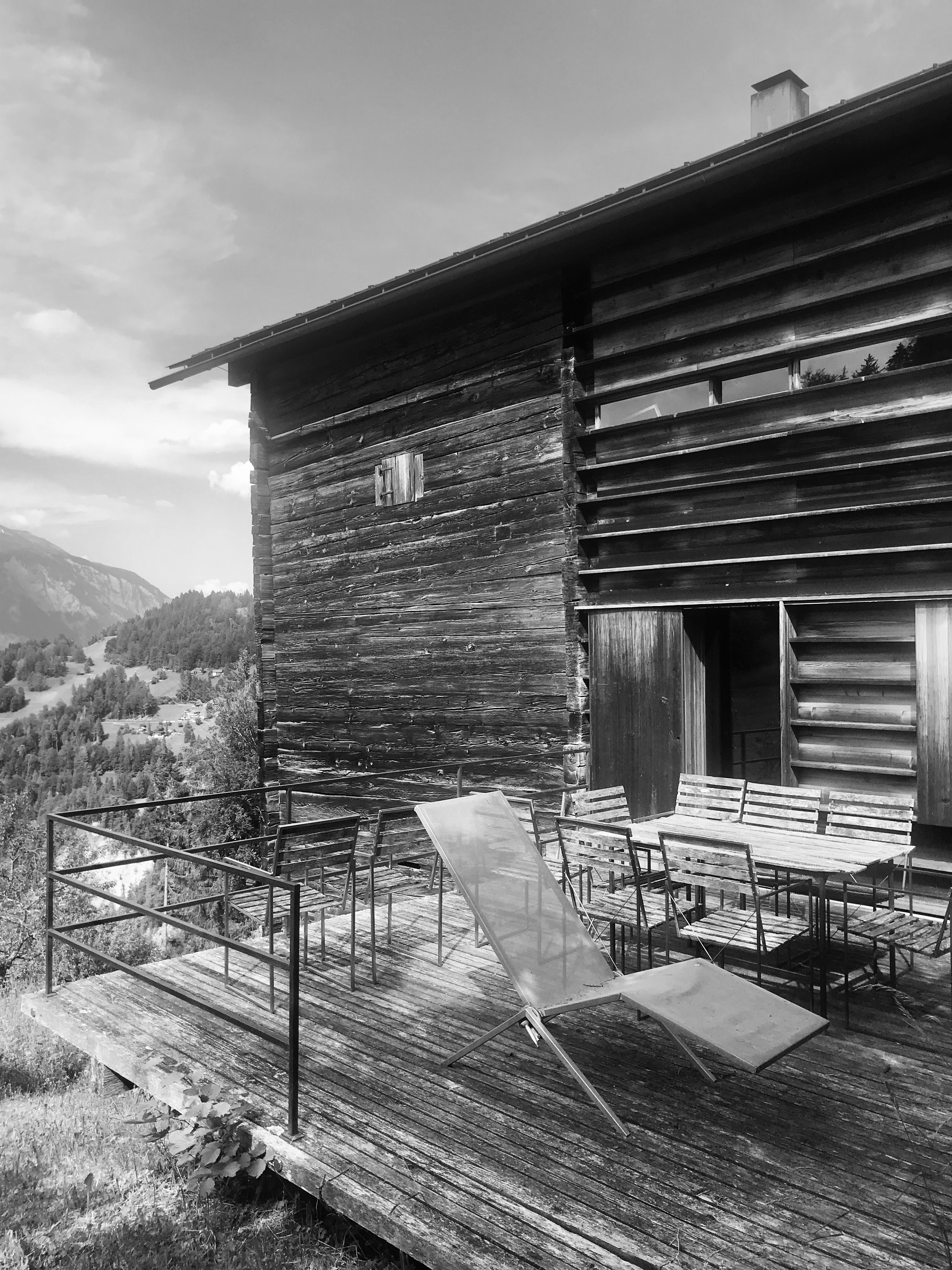
Haus Gugalun, Versam

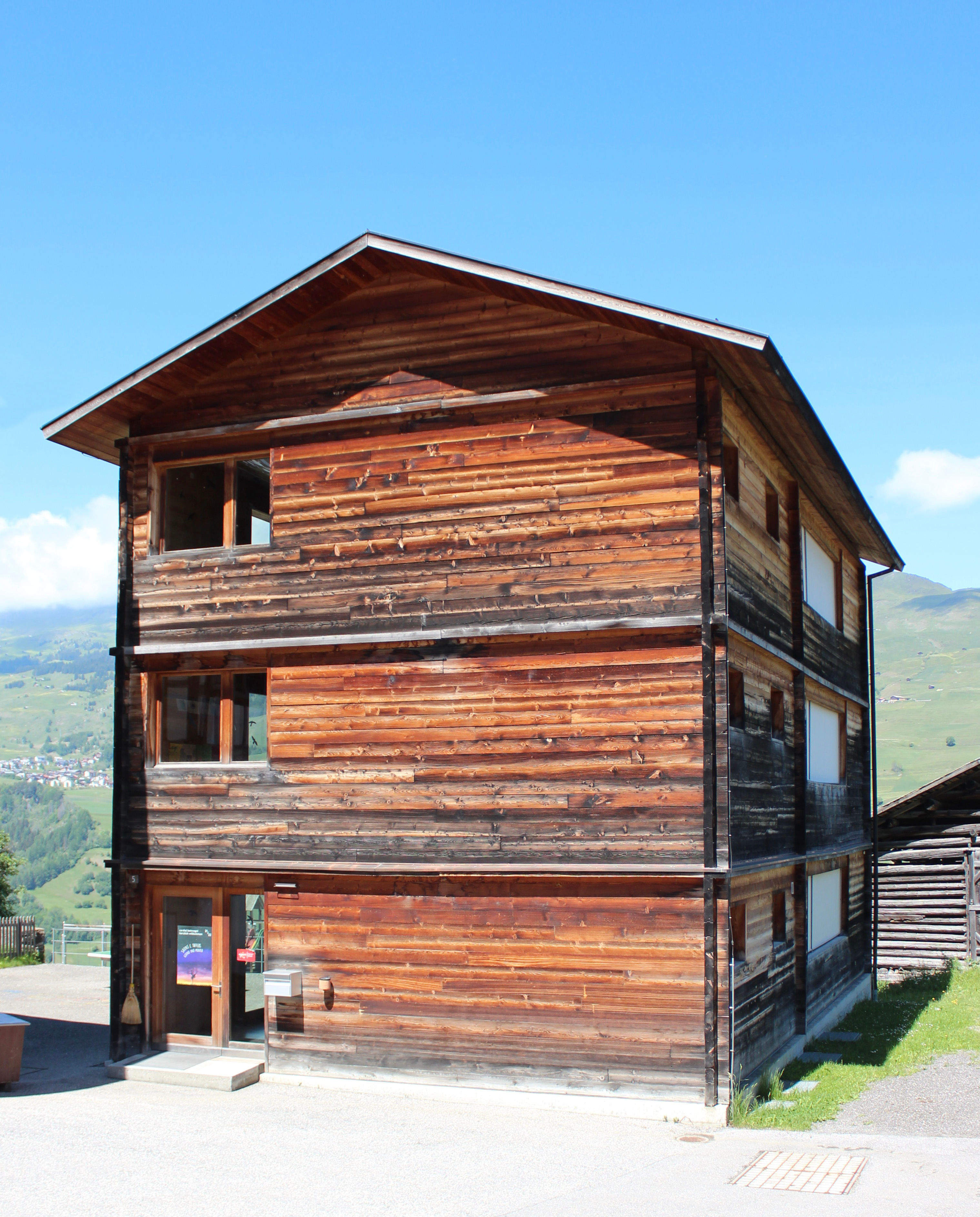
Schulhaus, Duvin

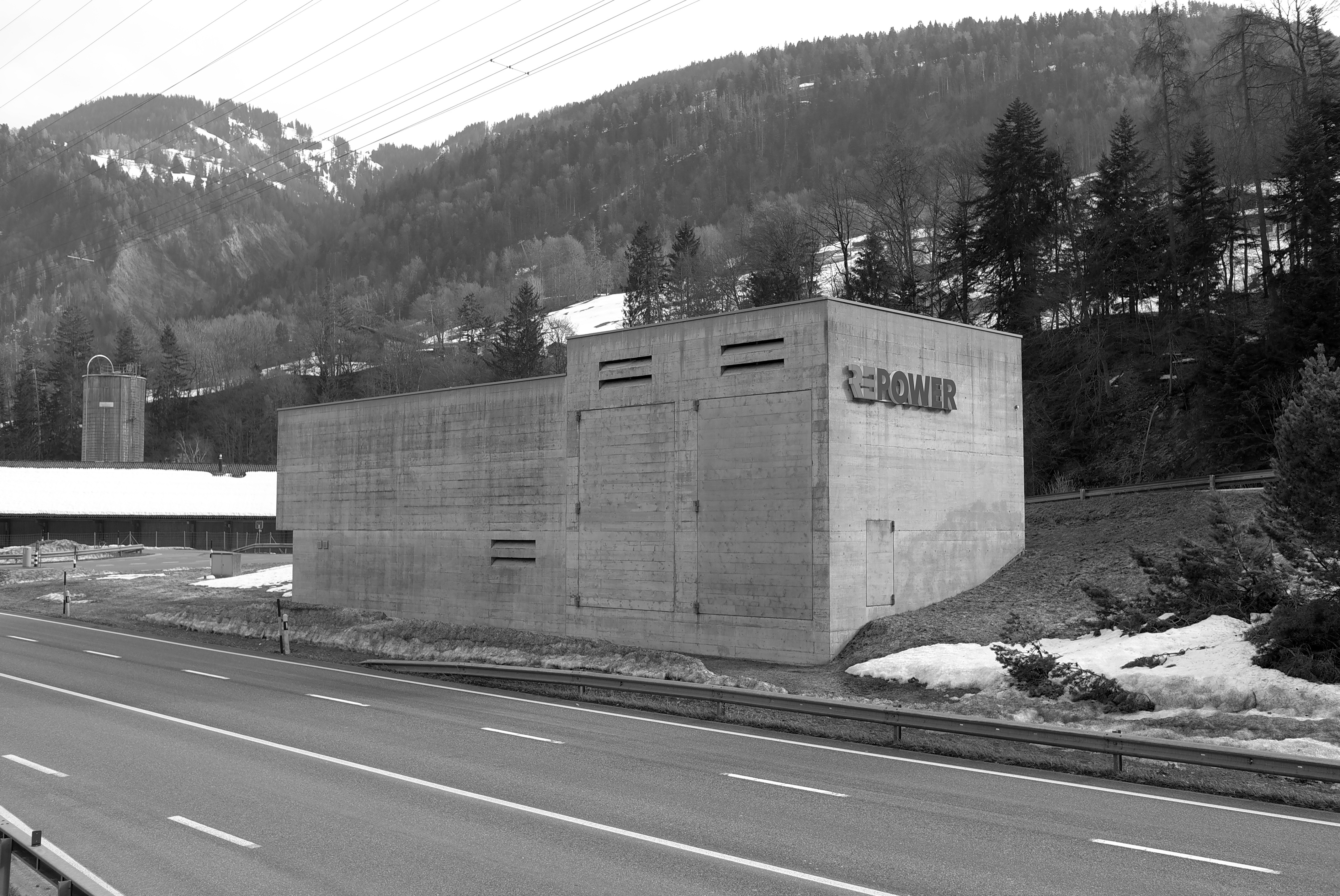
Unterwerk Vorderprättigau, Seewis im Prättigau

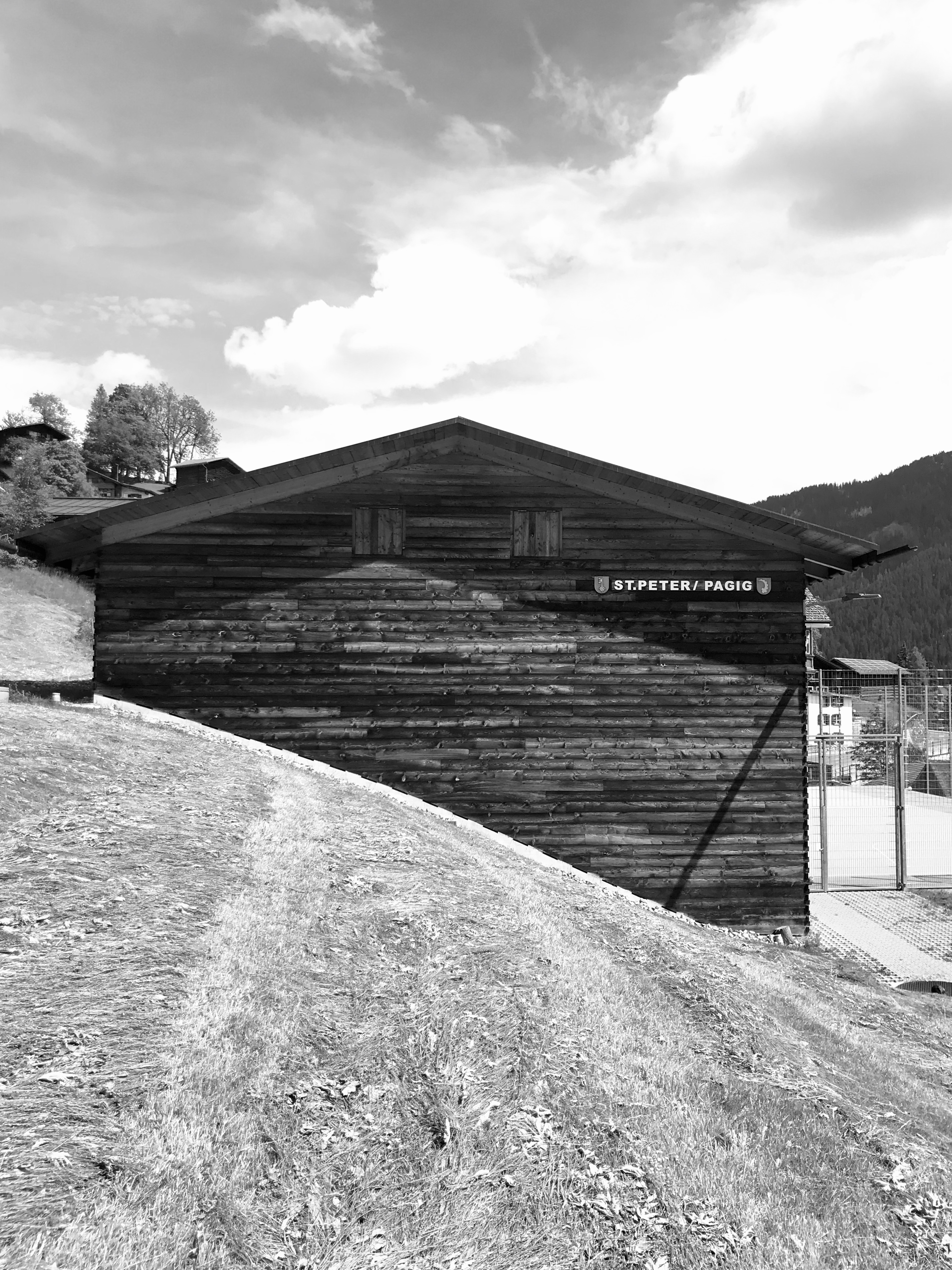
Schulhaus, St. Peter

- 1981–1983: Doppelhaus Räth, Haldenstein (Architekt: Peter Zumthor)[1]
- 1991–1992: Haus Conrad-Lardelli, Chur (Architekt: Gioni Signorell)
- 1992–1993: Geissenstall Alp Parvansauls, Vrin (Architekt: Gion A. Caminada)[2]
- 1993: Hochschule für Technik und Wirtschaft, Chur (Architekt: Jüngling & Hagmann)[3]
- 1990–1994: Haus Gugalun, Versam (Architekt: Peter Zumthor)[4]
- 1993–1994: Unterwerk Vorderprättigau, Seewis im Prättigau (Architekt: Conradin Clavuot)
- 1993–1994: Landquartlöser, Landquart
- 1994: Haus Rainolter, Malans (Architekt: Hans-Ulrich Minnig)
- 1994: Haus Hirsbrunner, Scharans (Architekt: Bearth & Deplazes)[5]
- 1993–1995: Mursteg, Murau (Architekt: Meili Peter)[6]
- 1994–1995: Schulhaus, Duvin (Architekt: Gion A. Caminada)[7]
- 1995: Haus Bearth, Chur (Architekt: Bearth & Deplazes)[8]
- 1995: Schul- und Gemeindehaus, Mastrils (Architekt: Jüngling & Hagmann)[9]
- 1996: 1. Traversinersteg, Viamala (1999 durch Steinschlag zerstört)
- 1992–1996: Sportzentrum, Davos (Architekt: Gigon/Guyer)
- 1995–1996: Niedrigenergiehäuser, Domat/Ems (Architekt: Dietrich Schwarz)[10]
- 1997: Unterwerk Albanatscha, Silvaplana (Architekt: Hans-Jörg Ruch)[11]
- 1997: Unterstand Kaserne, Chur
- 1996–1999: Schulhaus, St. Peter (Architekt: Conradin Clavuot)[12][13]
- 1994–1999: Betriebsgebäude der Genossenschaft Mazlaria, Vrin (Architekt: Gion A. Caminada)[14]

## Auszeichnungen und Preise
- 1994: mehrere Auszeichnungen für gute Bauten Graubünden
- 1995: Auszeichnung – Neues Bauen in den Alpen für Unterwerk Vorderprättigau, Seewis im Prättigau
- 1996: Shortlisted – Mies van der Rohe Award für Mursteg, Murau[15]
- 1996: Nominierung – Mies van der Rohe Award für Schul- und Gemeindehaus, Mastrils[16]
- 1999: Neues Bauen in den Alpen für 1. Traversinersteg, Viamala
- 1999: prix lignum für Betriebsgebäude der Genossenschaft Mazlaria, Vrin[17]
- 1999: Auszeichnung – Neues Bauen in den Alpen für Schul- und Gemeindehaus, Mastrils[18]
- 1999: Schweizerischer Holzbaupreis für Schulhaus, St. Peter[19]
- 2019: Im Rahmen der Kampagne «52 beste Bauten – Baukultur Graubünden 1950–2000» erkor der Bündner Heimatschutz das von Jüngling & Hagmann 1993 entworfene Schulhaus in Chur und das Schulhaus in Duvin von Gion A. Caminada als eines der besten Bündner Bauwerke[20][21]

## Mitarbeiter
- 1993–1996: Plácido Pérez[22]
- Martin Valier